# 齊加尼夫齊
48°35′31″N 22°23′20″E / 48.59194°N 22.38889°E
齊加尼夫齊（烏克蘭語：Циганівці），是烏克蘭的村落，位於該國西部外喀爾巴阡州，由烏日霍羅德區負責管轄，面積0.16平方公里，2001年人口416，人口密度每平方公里2,600人。